# Besturn B30

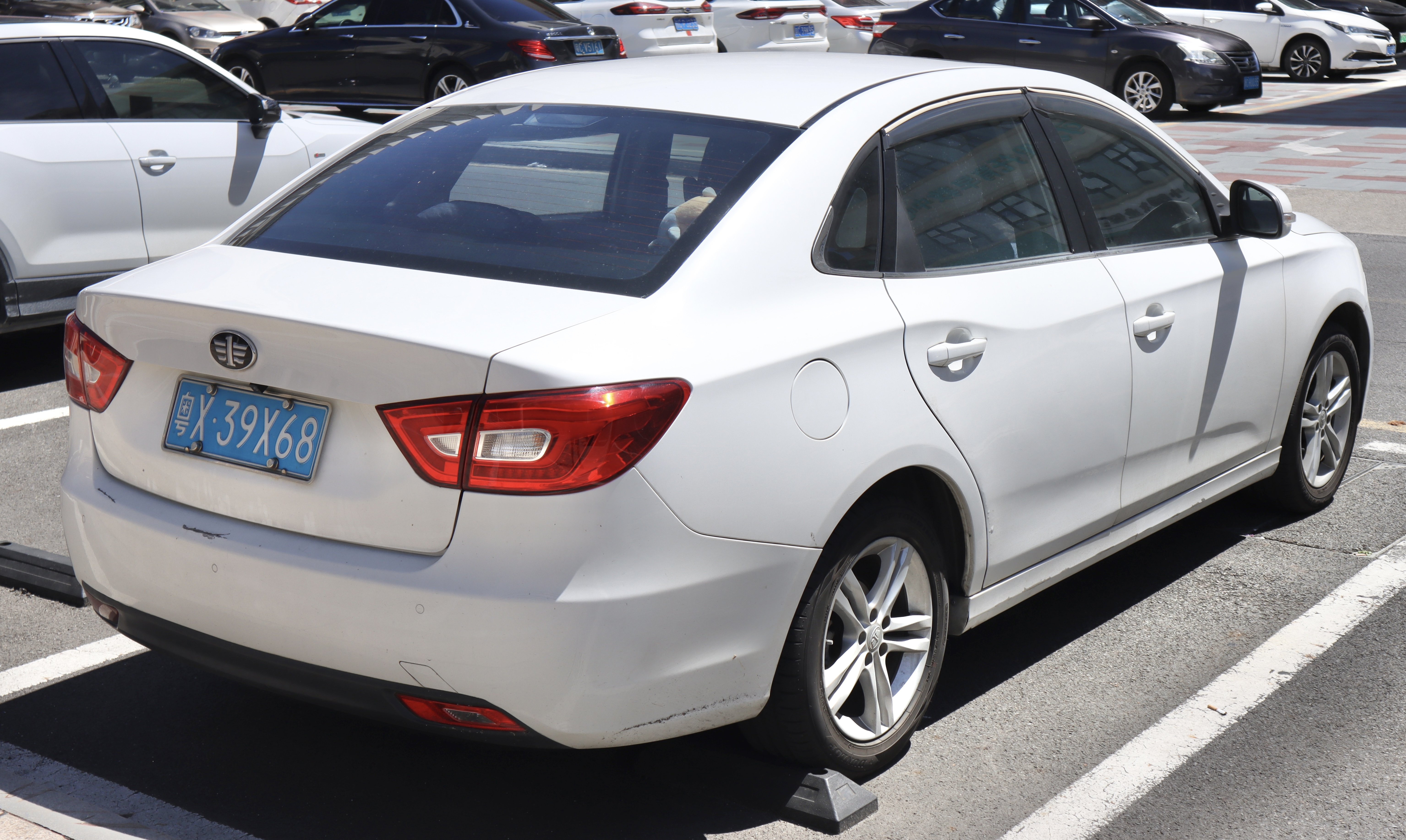
Heckansicht

Der Besturn B30 ist eine Limousine der Kompaktklasse der chinesischen Marke Besturn.

## Geschichte
Ein erstes seriennahes Konzeptfahrzeug wurde auf der Shanghai Motor Show im April 2015 präsentiert, das Serienfahrzeug debütierte auf der Chengdu Auto Show im September 2015. Ab Ende November 2015 wurde die Limousine in China verkauft. Der B30 wurde zwischen 2013 und 2015 auf Basis des VW New Bora entwickelt. 2011 wurde davon ausgegangen, dass das Fahrzeug das Design des Konzeptfahrzeugs FAW Go, das auf der Auto Shanghai 2011 präsentiert wurde, verwenden wird. Seit 2017 wird es auch im Iran von Bahman Group gebaut, die Fahrzeuge werden aus CKD-Kits aufgebaut. Der FAW Junpai A70 basiert auf dem B30.

## B30 EV
Im Oktober 2017 präsentierte der Hersteller mit dem B30 EV eine Variante mit einem 80 kW (109 PS) starken Elektromotor. Mit einem 24,8-kWh-Akku verspricht Besturn bei einer Reisegeschwindigkeit von 60 km/h eine Reichweite von 230 km. Die Höchstgeschwindigkeit erreicht die Limousine bei 140 km/h. Das maximale Drehmoment beträgt 228 Nm. Im Junpai A70E kommt der Antrieb auch zum Einsatz.

## Technische Daten
Der Wagen wird in der Verbrennungsmotorvariante von einem 1,6-Liter-Ottomotor mit einer maximalen Leistung von 80 kW (109 PS) angetrieben. Als Getriebe wird ein 5-Gang-Schaltgetriebe oder ein 6-Gang-Automatikgetriebe verwendet.
|                                            | 1.6                           | EV                                | EV400                             |
| ------------------------------------------ | ----------------------------- | --------------------------------- | --------------------------------- |
| Bauzeitraum                                | 11/2015–05/2020               | 10/2017–09/2019                   | 09/2019–05/2020                   |
| Motorkenndaten                             |                               |                                   |                                   |
| Motorart                                   | Ottomotor                     | Elektromotor                      | Elektromotor                      |
| Motorbauart                                | Reihen-Vierzylinder-Motor     | Permanenterregte Synchronmaschine | Permanenterregte Synchronmaschine |
| Hubraum                                    | 1598 cm³                      | —                                 | —                                 |
| max. Leistung bei min−1                    | 80 kW (109 PS) / 5500         | 80 kW (109 PS)                    | 90 kW (122 PS)                    |
| max. Drehmoment bei min−1                  | 155 Nm / 3800                 | 231 Nm                            |                                   |
| Kraftübertragung                           |                               |                                   |                                   |
| Antrieb, serienmäßig                       | Vorderradantrieb              | Vorderradantrieb                  | Vorderradantrieb                  |
| Getriebe, serienmäßig                      | 5-Gang-Schaltgetriebe         |                                   |                                   |
| Getriebe, optional                         | [6-Gang-Automatikgetriebe]    | —                                 | —                                 |
| Messwerte                                  |                               |                                   |                                   |
| Höchstgeschwindigkeit                      | 175 km/h                      | 140 km/h                          | 130 km/h                          |
| Beschleunigung, 0–100 km/h                 | 11,0 s                        |                                   |                                   |
| Kraftstoffverbrauch auf 100 km, kombiniert | 6,0–6,4 l Super [6,7 l Super] | —                                 | —                                 |
| Leergewicht                                | 1230–1245 kg [1270 kg]        |                                   | 1463 kg                           |
| Tank-/Energieinhalt                        | 50 l                          | 32,2 kWh                          | 51,1 kWh                          |

Werte in eckigen Klammern gelten für Modelle mit Automatikgetriebe